# Klouékanmè
Klouékanmè är en kommun i departementet Couffo i Benin. Kommunen hade 128 597 invånare år 2013.